# Мелкишева, Нина Яковлевна
Нина Яковлевна Мелкишева (21 декабря 1913, Новониколаевск — 1999, Украина) — советский библиотекарь, директор Новосибирский областной научной библиотеки (1965—1971), заслуженный работник РСФСР (1969).

## Биография
Родилась 21 декабря 1913 года в Новониколаевске. С 1930 года работала в библиотеке имени Чехова (Новосибирск). После окончания Московского библиотечного института была принята в Новосибирскую областную библиотеку (1938) и с 1940 года заведовала её методическим отделом.
В 1942 году направлена работать в обком союза политпросветучреждений. Занимала должности секретаря и председателя обкома профсоюза работников культпросветучреждений, входила в состав президиума областного совета профсоюзов, председательствовала в профсоюзе работников культуры.
Вернувшись в 1959 году к областную библиотеку Новосибирска, примерно год руководила методическим отделом, потом заняла должность заместителя директора. Одновременно с библиотечной деятельностью заведовала учебно-консультационным пунктом Московского института культуры (бывший Московский библиотечный институт).
В 1965 году утверждена директором Новосибирской областной библиотеки. После выхода в 1971 году на пенсию продолжила работать в отделе обработки литературы, в котором отметила восьмидесятилетний юбилей.
Состояла в областном комитете защиты мира, обкоме профсоюза работников культуры, областном правлении общества «Знание».

## Сочинения
- Методическая работа с городскими библиотеками : Из опыта работы метод. каб. Новосибирской областной библиотеки // Опыт работы методкабинетов областных и краевых библиотек : Сб. ст. Вып. 2. С. 15—21;
- Книга нуждается в защите // Вечерний Новосибирск. 1970. 28 нояб.;
- Слово имеют новосибирцы // Б-карь. 1963. № 4. С. 49—52.[1]